# Lev Polougaïevski
Lev Abramovitch Polougaïevski (en russe : Лев Абрамович Полугаевский), né le 20 novembre 1934 à Moguilev (RSS de Biélorussie, URSS) et mort le 30 août 1995 à Paris, est un grand maître international aux échecs.
Considéré comme l'un des plus forts joueurs du monde dans les années 1960 et 1970, Lev Polougaïevski participa, de 1956 à 1983, à vingt finales du championnat d'échecs d'URSS, obtint à chaque fois un résultat positif et finit trois fois à la première place (premier ex æquo en 1967, 1968-1969 et 1969). De 1970 à 1990, il a participé à 8 tournois interzonaux et à 3 cycles des candidats (en 1974, 1977 et 1980). Il a disputé cinq matchs des candidats dont deux victoires contre Henrique Mecking (en 1977) et Mikhaïl Tal (en 1979).

## Biographie
Lev Polougaïevski naquit en Biélorussie, mais sa famille déménagea bientôt pour Kouïbychev, aujourd'hui Samara, où il passa toute sa jeunesse et sa scolarité. Ses études débouchèrent sur un diplôme d'ingénieur en génie climatique industriel. Pourtant, ce furent les échecs qui emportèrent son choix de carrière. En 1989, il s'installa en France et devint entraîneur. Il s'occupa entre autres de Joël Lautier. Il mourut dans le 14e arrondissement de Paris d'une tumeur au cerveau. Il est enterré au cimetière du Montparnasse, non loin de la tombe d'Alexandre Alekhine.

## Carrière

### Championnats d'URSS

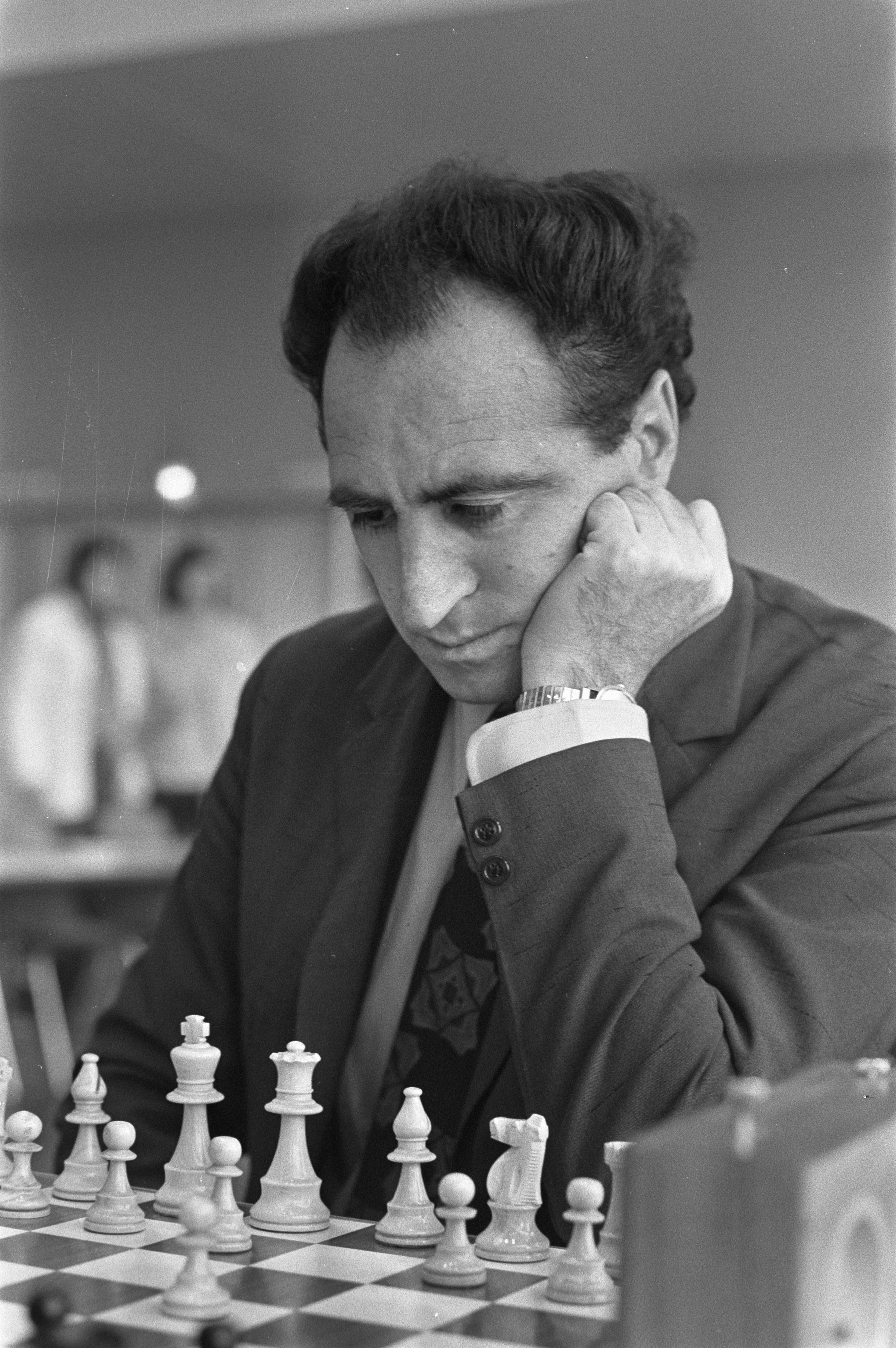
Polougaïevski en 1972

Bien qu'il fût très actif dans le domaine des échecs, les études de Polougaïevski le tinrent longtemps éloigné des compétitions et il ne participa à son premier championnat d'URSS qu'en 1956 où il termina 5e-7e. Lors de ses 20 participations — 19 participations sur 24 de 1956 à 1978 et la dernière en 1983 — il obtint toujours un résultat positif (supérieur à 52 %). Sur la période de 1956 à 1978, il ne fut absent que cinq fois : en 1957 (éliminé en demi-finale), en 1962, 1964/65, 1970 (participation à l'interzonal de Palma de Majorque) et en 1972.
De 1956 à février 1961, Polougaïevski ne réussit pas à se classer mieux qu'à la cinquième place. Mais en novembre-décembre 1961, il obtint la 2e place du XXIXe championnat à un demi-point du vainqueur Boris Spassky (+10 -2 =8). Ce fut à ce moment qu'il fit son entrée dans l'élite des échecs soviétiques.
Après une deuxième place, en décembre 1965, à ½ point du vainqueur Leonid Stein, il parvint de 1967 à 1969, trois fois de suite à la première place ex æquo de la finale pour finalement conquérir le titre à deux reprises. En 1967, il finit invaincu : 10 / 13 (+7 =6) à Kharkov, un Système suisse de 126 participants, à égalité avec Mikhaïl Tal (pas de départage) ; en 1968-1969 à Alma-Ata (+7 -1 =11), il termina à égalité avec Aleksandr Zaïtsev et fut déclaré champion après un match départage contre A. Zaïtsev (+2 -1 =3).
En 1969, à Moscou, il termina 1er ex æquo  avec Tigran Petrossian (+7 -1 =14), mais perdit le match de départage (+0 -2 =3) disputé au début de 1970.
En 1973, il termina invaincu (+5 =13), 2e-6e ex-æquo, à égalité avec Karpov, Petrossian, Kortchnoï et Kouzmine. Lors de ses dernières participations, il fut cinq fois 3e-4e : en 1974, 1976, 1977, 1978 (3e) et en 1983.

### Tournois interzonaux et matchs des candidats

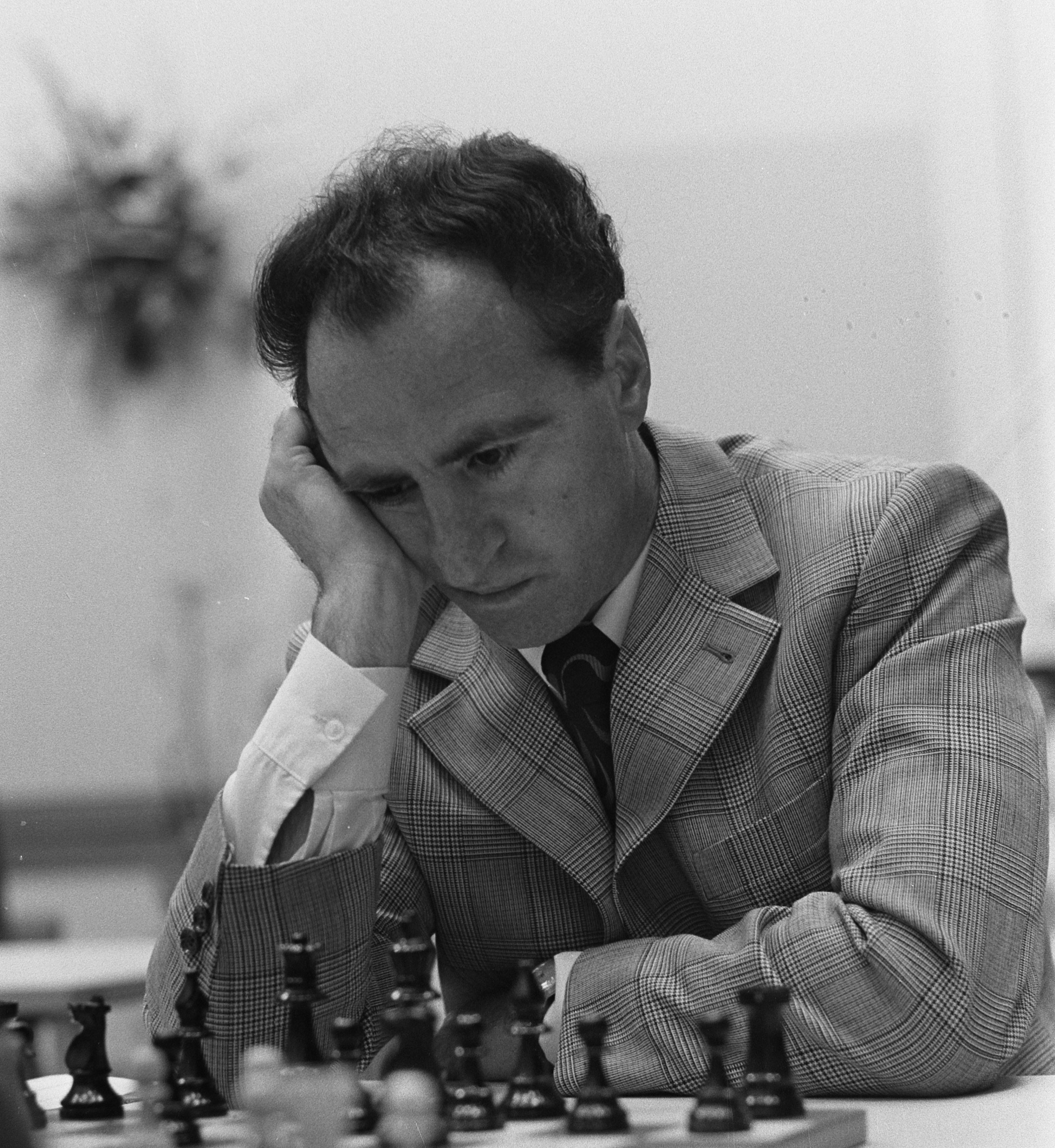
Polougaïevski en 1973

#### 1970: premier tournoi interzonal
En octobre-novembre 1969, Polougaïevski termina premier du championnat d'URSS, ex æquo avec Tigran Petrossian et deuxième après un match de départage. Tous les trois ans (en 1958, 1961, 1966-1967 et 1969), le championnat d'URSS était aussi un tournoi zonal qualificatif pour un cycle des candidats au championnat du monde. Grâce à ce succès tardif dans un tournoi zonal, Polougaïevski ne participa à son premier tournoi interzonal qu'en 1970 à Palma de majorque. Il y finit à la 9e-10e place (+5 -2 =16) et fut éliminé du cycle des candidats.

#### 1973-1980: qualifié pour les matchs des candidats
En 1973, à Petropolis, sa deuxième tentative dans un tournoi interzonal permit à Polougaïevski d'obtenir la 2e-4e place (+7 -1 =9), ex æquo avec Efim Geller et Lajos Portisch. 
De ces trois joueurs, deux seulement pouvaient être qualifiés pour les matchs des candidats. On eut recours à un tournoi de barrage à quatre tours (c'est-à-dire constitué de mini-matchs de quatre parties). Polougaïevski se qualifia après avoir battu Geller (+2 -1 =1) et perdu contre Portisch (-2 =2).
Il put concourir aux matchs des candidats en 1974 grâce à son classement au tournoi interzonal de Petropolis et au match de barrage, mais il fut battu dès les quarts de finale par Anatoli Karpov (-3 =5).
En 1976 à l'interzonal de Manille, sa 2e-3e place (+7 -1 =11) le fit admettre directement au cycle des candidats suivant. En 1977, il domina Henrique Mecking en quarts de finale (+1 =11) avant d'être battu par Viktor Kortchnoï en demi-finale (+1 -5 =7).
En 1979 à l'interzonal de Riga, Polougaïevski termina encore à la 2e place (+8 -2 =7) et fut à nouveau qualifié. En 1980, bien qu'il ait été largement devancé par Mikhail Tal au tournoi interzonal de Riga, ce fut Polougaïevski qui l'emporta dans leur match de quarts de finale (+3 =5). Puis il fut à nouveau éliminé par Viktor Kortchnoï en demi-finale (+2 -2 =8) après une prolongation (-1 =1).

#### 1982-1993: tournois interzonaux

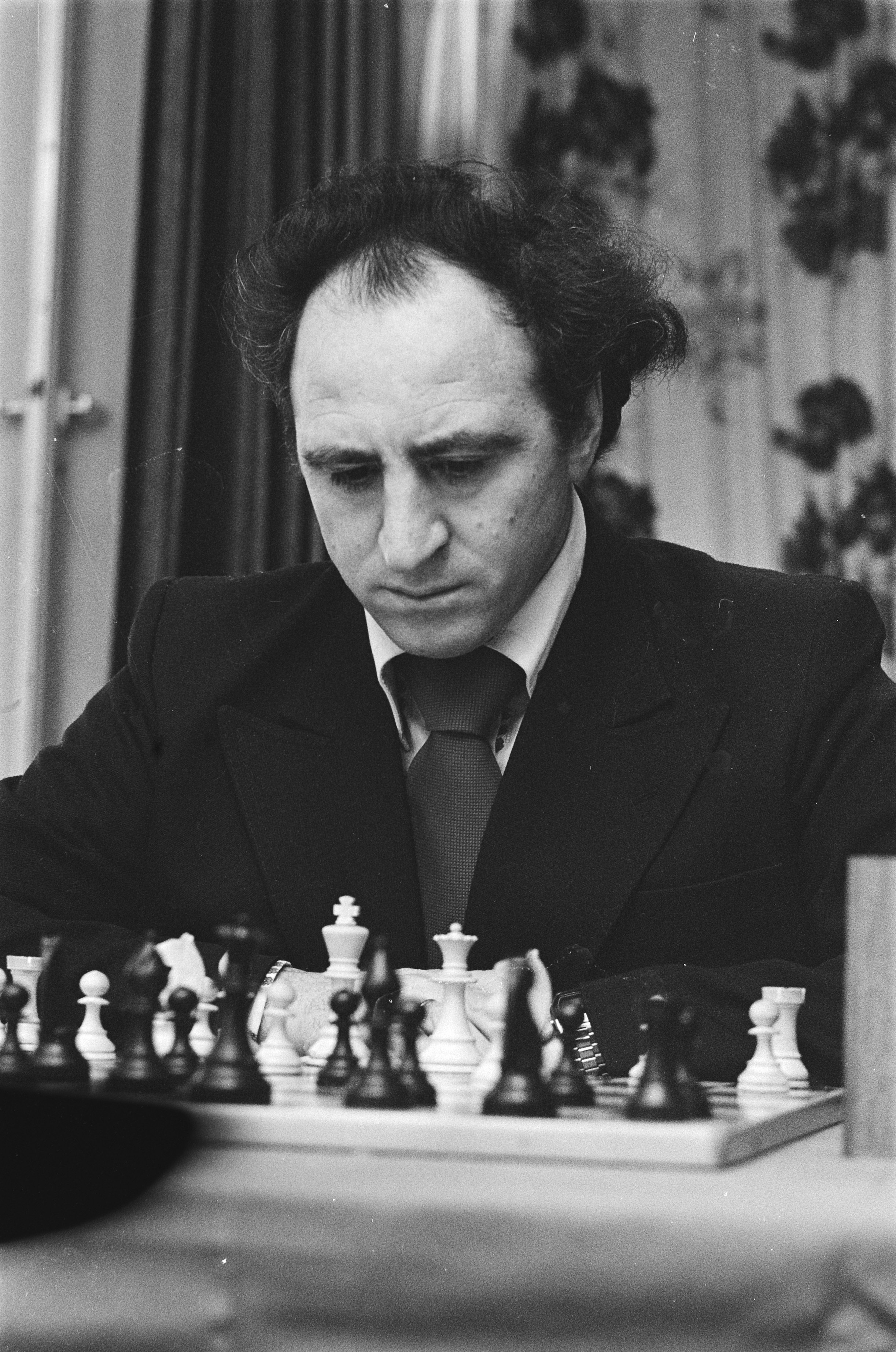
Polougaïevski à Wijk aan Zee en 1979.

En 1982 à l'interzonal de Toluca, il connut un revers en se classant 4e-7e (+3 -1 =9) qui l'empêcha de poursuivre sa route vers le titre mondial.
En 1985 à Bienne, il fut à nouveau éliminé de la course au titre par sa 7e-9e place (+6 -4 =7).
En 1987 à Zagreb, il termina très loin des places qualificatives en se classant 8e-11e (+3 -2 =11).
En 1993, il prit part au tournoi de qualification du championnat du monde PCA de Groningue, tournoi en système suisse, et termina au 43e rang des 54 participants (+1 -2 =8).

### Victoires dans les tournois internationaux
Au cours de sa carrière, Polougaïevski remporta de nombreux tournois dont les plus importants furent :
- 1959 : Marianske Lazne
- 1962 : le tournoi de Mar del Plata
- 1963 : Sotchi (mémorial Tchigorine)
- 1964 : le tournoi de Sarajevo (ex æquo avec Wolfgang Uhlmann)
- 1965 : Budapest (ex æquo avec Mark Taimanov et László Szabó)
- 1966 : le tournoi de Beverwijk

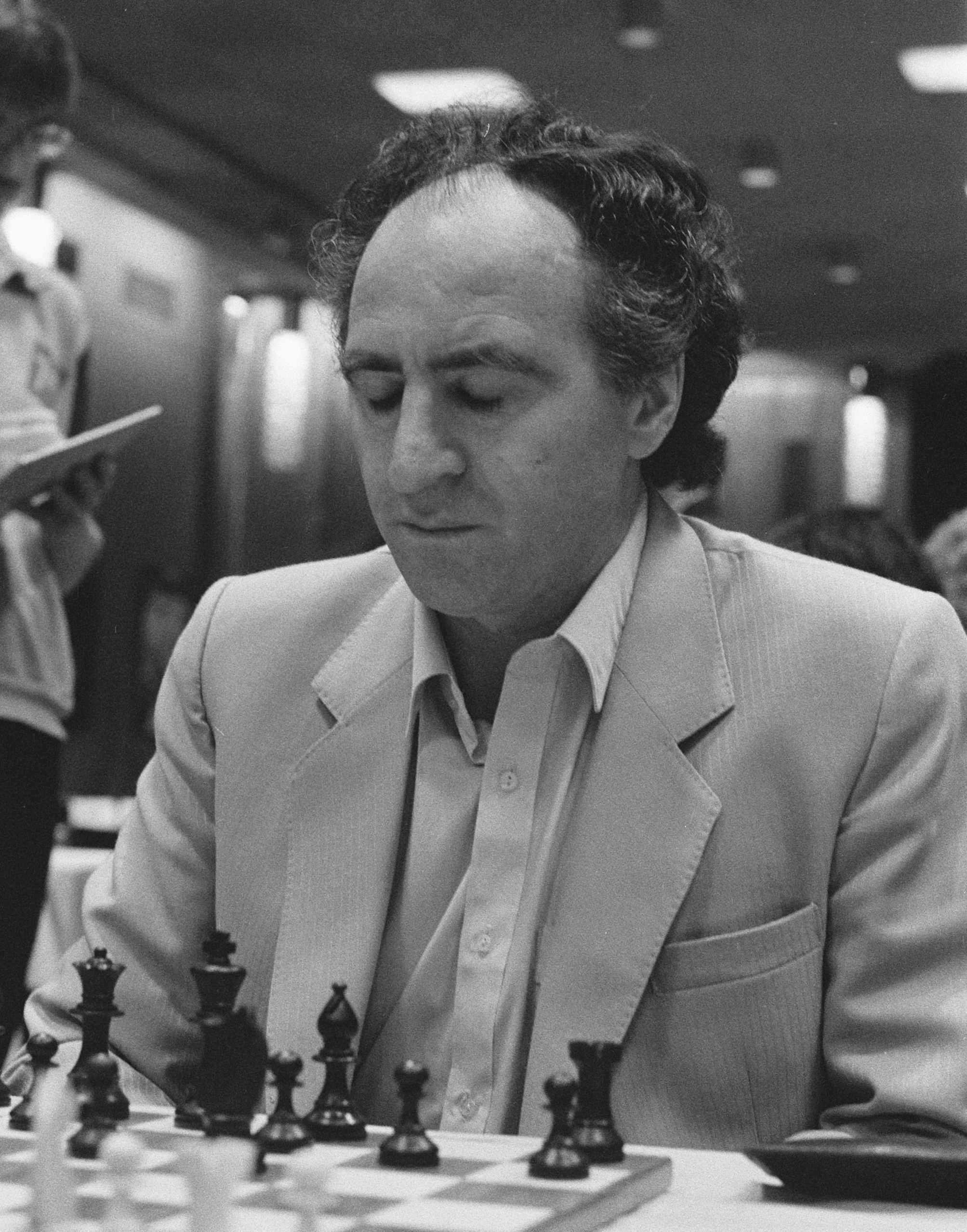
Polougaïevski à Amsterdam en 1984

De 1967 à 1969, Polougaïevski termina trois fois de suite à la première place du championnat d'URSS.
- 1969 : Belgrade (ex æquo avec Milan Matulović, Svetozar Gligorić et Borislav Ivkov)
- 1970 : Amsterdam (tournoi IBM)
- 1971 :
  - Mar del Plata ;
  - Skopje
- 1972 :
  - Amsterdam (tournoi IBM) ;
  - Kislovodsk (mémorial Tchigorine)
- 1974 :
  - Solingen (ex æquo avec Lubomir Kavalek) ;
  - Sotchi (mémorial Tchigorine)
- 1975 : Budapest (ex æquo avec Zoltán Ribli)
- 1976 : Sotchi  (mémorial Tchigorine, ex æquo avec Ievgeni Svechnikov)

En 1974, 1977 et 1980, Polougaïevski disputa des matchs des candidats et gagna contre Mecking (en 1977) et Tal (en 1990) mais perdit contre Karpov (en 1974) et Kortchnoï (défaites en 1977 et 1980).
- 1979 : le tournoi de Wijk aan Zee
- 1982 : Manille (ex æquo avec Eric Lobron)
- 1986 : le Festival d'échecs de Bienne
- 1988 : Haninge
- 1989 : le festival de Bienne
- 1990 : Reykjavik (ex æquo avec Dolmatov, Vaganian et Seirawan)

### Compétitions par équipes

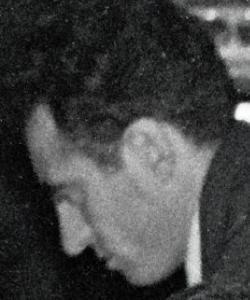
Polougaïevski à Oberhausen en 1961.

Championnats du monde par équipes des étudiants.
Au début de sa carrière, Polougaïevski joua à deux reprises pour l'URSS avec laquelle il prit la médaille d'or.
- 1956 - Uppsala : 2e échiquier (+2 -2 =2)
- 1957 - Reykjavik : 3e échiquier (+8 -1) - Médaille d'or

Championnats d'Europe par équipes
Polougaïevski fut sélectionné dès 1961, alors qu'il n'avait pas encore le titre de grand maître international. Il disputa six éditions de cette compétition et l'URSS s'adjugea à chaque fois la médaille d'or.
- 1961 Oberhausen : 9e échiquier (+5 -1 =3) - Médaille d'or
- 1970 Kapfenberg : 3e échiquier (+4 -1 =2) - Médaille d'or
- 1977 Moscou : 3e échiquier (+3 =1)
- 1980 Skara : 4e échiquier (+3 -1 =3) - Médaille d'or
- 1983 Plovdiv : 2e échiquier (+1 =5)
- 1989 Haïfa : 6e échiquier (+3 -1 =2)

Championnat du monde par équipes.
Il ne participa qu'à la première édition de cette épreuve et remporta la médaille d'or avec l'URSS. En 1985, à Lucerne, il fut 2e remplaçant (+4 =3) - Médaille d'or

#### Olympiades
Polougaïevski participa à sept éditions avec l'équipe d'URSS et remporta six fois la médaille d'or par équipe et une fois la médaille d'argent par équipe, en 1978.
- 1966 - La Havane : 2e remplaçant (+8 =6) - Médaille d'argent individuelle
- 1968 - Lugano : 1er remplaçant (+8 =5) - Médaille d'argent individuelle
- 1970 - Siegen : 4e échiquier (+7 -1 =4) - Médaille de bronze individuelle
- 1978 - Buenos Aires : 3e échiquier (+6 -1 =4) - Médaille d'argent individuelle
- 1980 - La Valette : 2e échiquier (-1 =6)
- 1982 - Lucerne : 3e échiquier (+4 -1 =4)
- 1984 - Thessalonique : 2e échiquier (+4 =6)

#### Matchs URSS contre le Reste du monde
À Belgrade en 1970, lors du match URSS - Reste du monde, Polougaïevski rencontra au 4e échiquier Vlastimil Hort contre qui il perdit leur match individuel (-1 =3).
En 1984 à Londres, il fut opposé à Viktor Kortchnoï au 3e échiquier et perdit à nouveau leur rencontre (-1 =2). Pour la quatrième partie de ce match, il fut remplacé par Vladimir Toukmakov.

### Entraîneur et secondant
Avant de devenir entraîneur après son installation en France, il avait auparavant été l'entraîneur et le secondant d'Anatoli Karpov durant son match de championnat du monde contre Viktor Kortchnoï à Baguio en 1978.

## Contributions à la théorie des ouvertures

### Variante Polougaïevski
Polougaïevski est aussi connu pour ses nombreuses contributions à la théorie des ouvertures. Son travail dans la défense sicilienne reste important. Il a ainsi été le promoteur d'une sous-variante de la variante Najdorf qui porte son nom : la très tranchante « variante Polougaïevski » est cependant controversée. Dans Les Secrets d'un grand maître, un livre unique en son genre, il raconte la naissance de « sa » variante et révèle les arcanes de ses préparations.

### Partie Polougaïevski - Torre (1981)
Au début de l'année 1977, Polougaïevski mit au point une brillante nouveauté théorique après plus de 15 jours d'analyse, étudiant jusqu'à 25 coups de profondeur, voire plus, la variante du système Botvinnik dans la  défense semi-slave (D44). La nouveauté fut finalement jouée 4 ans plus tard, contre Eugenio Torre, au tournoi de Moscou et entraîna la disparition d'une des lignes principales de ce complexe système Botvinnik, :
1.d4 d5 2.c4 c6 3.Cf3 Cf6 4.Cc3 e6 5.Fg5 dc4 6.e4 b5 7.e5 h6 8.Fh4 g5 9.Cxg5 hg5 10.Fxg5 Cbd7 11.ef6 Fb7 12.g3 c5 13.d5 Cb6 14.de6! Dxd1+ 15.Txd1 Fxh1 16.e7! a6 17.h4!! Fh6 18.f4!! (l'idée de la manœuvre est de mettre la Th8 hors jeu) b4 19.Td6 Tb8 20.Cd1 Fxg5 21.fg5 Cd5 22.Fxc4 Cxe7 23.fe7 Rxe7 24.Tf6 Thf8 25.Ce3 Fe4 26.Txa6 Tbd8 27.Tf6 Td6 28.Tf4 Td4 29.h5 Fd3 30.Cd5+ Rd6 31.Txd4 cd4 32.Fb3 Fc2 33.Fxc2 Rxd5 34.Fb3+ Re5 35.g4 Rf4 (d3!) 36.g6 Re3 37.g7 Tc8 38.Rf1 d3 39.Rg2 Rf4 40.h6 1-0

## Publications
- Le labyrinthe sicilien, Tome 1 (247 p., 211 diagr.), Tome 2 (203 p., 217 diagr.), Échecs Payot, 1993
- Les Secrets d'un grand maître, Armand Colin, 1994

- (en) Grandmaster performance, Elsevier, 1984 ; réédition : Everyman/Cadogan Books, 1994
- (en) Avec Iakov Damski : The Art of Defence in Chess: Defence and Counterattack Techniques in Chess, Everyman, 1988